# Алтинівська сільська рада
Алти́нівська сільська́ ра́да — орган місцевого самоврядування у Кролевецькому районі Сумської області. Адміністративний центр — село Алтинівка.

## Загальні відомості
- Населення ради: 1 770 осіб (станом на 2001 рік)

## Населені пункти
Сільській раді були підпорядковані населені пункти:
- с. Алтинівка

## Склад ради
Рада складалася з 16 депутатів та голови.
- Голова ради: Немеровець Михайло Іванович
- Секретар ради: Лисман Григорій Миколайович

### Керівний склад попередніх скликань
| Прізвище, ім'я, по батькові | Основні відомості                                                 | Дата обрання | Дата звільнення |
| --------------------------- | ----------------------------------------------------------------- | ------------ | --------------- |
| Немеровець Михайло Іванович | Сільський голова, 1964 року народження, освіта вища, безпартійний | 26.03.2006   | 31.10.2010      |
| Немеровець Михайло Іванович | Сільський голова, 1964 року народження, освіта вища, безпартійний | 31.10.2010   |                 |

Примітка: таблиця складена за даними сайту Верховної Ради України